# Betsy Beard
Elizabeth Ann "Betsy" Beard-Stillings (ur. 16 września 1961 w Baltimore) – amerykańska wioślarka, złota medalistka olimpijska i srebrna medalistka mistrzostw świata.

## Kariera
Wystąpiła na igrzyskach olimpijskich w Los Angeles w 1984, gdzie osada USA w składzie: Jeanne Flanagan, Holly Metcalf, Carol Bower, Carie Graves, Shyril O’Steen, Kristine Norelius, Kristen Thorsness, Kathy Keeler i Betsy Beard zdobyła złoty medal w ósemkach. W wyścigu finałowym o 1,07 sekundy wyprzedziły Rumunki, a o 3,12 sekundy pokonały osadę Holandii. Na rozgrywanych cztery lata później igrzyskach olimpijskich w Seulu w tej samej konkurencji zajęła szóste miejsce.
W tej samej konkurencji zdobyła również srebrny medal na mistrzostwach świata w Kopenhadze (1987). Była również czwarta w tej konkurencji na mistrzostwach świata w Hazewinkel (1985) i mistrzostwach świata w Nottingham (1986).
Kształciła się na University of Washington, studiując farmaceutykę. Po zakończeniu kariery pracowała w tym zawodzie w Seattle.
Jej mąż, John Stillings, także był wioślarzem.